# Build the Earth
Build the Earth (fortkortet BTE) er et projekt dedikeret til at lave en 1:1 genskabelse af Jorden i computerspillet Minecraft .
| Spil | Spire Denne artikel om spil eller lege er en spire som bør udbygges. Du er velkommen til at hjælpe Wikipedia ved at udvide den. |